# AS Roma 1970/1971

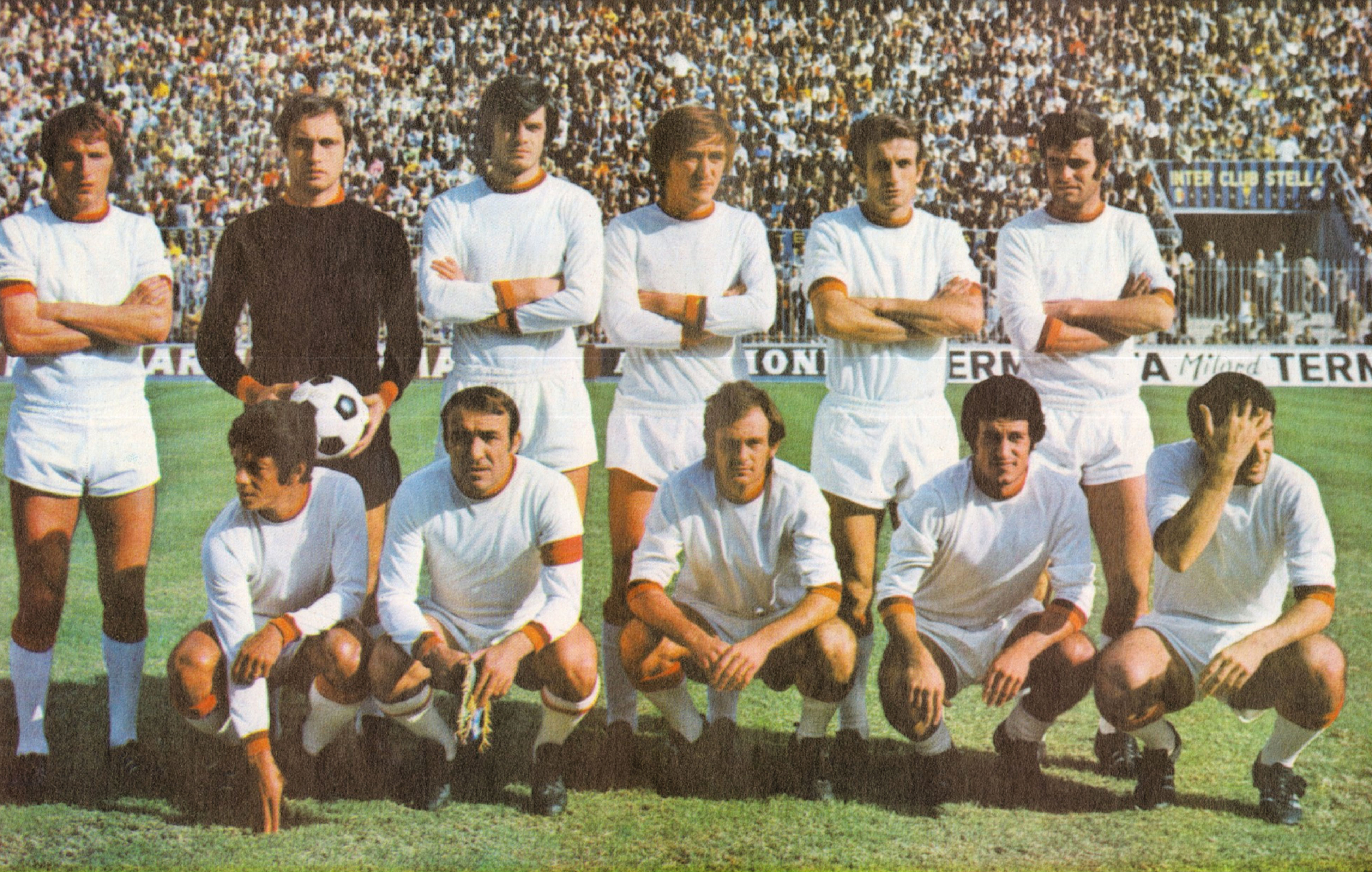
AS Roma 1970/1971

Sezon 1970/1971 klubu AS Roma.

## Sezon
Przed sezonem 1970/1971 do Juventusu odeszli trzej czołowi gracze Romy: Fabio Capello, Fausto Landini i Luciano Spinosi. Transfery te wywołały złość i manifestacje u "tifosich" Romy. Ostatecznie w zamian za trzech wyżej wymienionych graczy do Romy trafili z "Juve" Hiszpan Luis Del Sol oraz Roberto Vieri i Gianfranco Zigoni, a dokupiono także mistrza świata z 1962 Amarildo. Ostatecznie Roma zajęła 6. miejsce w Serie A, a w trakcie sezonu Helenio Herrerę zastąpił Luciano Tessari.

## Rozgrywki
- Serie A: 6. miejsce
- Puchar Włoch: ćwierćfinał

## Skład i ustawienie zespołu
| W SEZONIE 1970/1971 |           |                |       |      |
| Imię i nazwisko     | Kraj      | Data urodzenia | Mecze | Gole |
| Trener              |           |                |       |      |
| Helenio Herrera     | Argentyna | 17.04.1916     |       |      |
| Luciano Tessari     | Włochy    | 29.09.1928     |       |      |
| Bramkarze           |           |                |       |      |
| Giovanni De Min     | Włochy    | ?              | 0     | 0    |
| Alberto Ginulfi     | Włochy    | 30.11.1941     | 30    | 0    |
| Obrońcy             |           |                |       |      |
| Giovanni Bertini    | Włochy    | 06.01.1951     | 3     | 0    |
| Aldo Bet            | Włochy    | 26.03.1949     | 29    | 0    |
| Francesco Cappelli  | Włochy    | 17.09.1943     | 0     | 0    |
| Liborio Liguori     | Włochy    | 24.02.1950     | 16    | 1    |
| Sergio Petrelli     | Włochy    | 27.07.1944     | 21    | 1    |
| Angelino Rosa       | Włochy    | ?              | 3     | 0    |
| Sergio Santarini    | Włochy    | 10.09.1947     | 28    | 0    |
| Francesco Scaratti  | Włochy    | ?              | 23    | 0    |
| Paolo Viganò        | Włochy    | ?              | 1     | 0    |
| Pomocnicy           |           |                |       |      |
| Amarildo            | Brazylia  | 29.07.1939     | 20    | 7    |
| Franco Cordova      | Włochy    | 21.06.1944     | 23    | 0    |
| Luis Del Sol        | Hiszpania | 06.04.1935     | 23    | 4    |
| Walter Franzot      | Włochy    | 1949           | 19    | 1    |
| Giacomo La Rosa     | Włochy    | 26.08.1946     | 4     | 1    |
| Elvio Salvori       | Włochy    | 03.06.1944     | 30    | 2    |
| Roberto Vieri       | Włochy    | 14.02.1946     | 18    | 1    |
| Napastnicy          |           |                |       |      |
| Renato Cappellini   | Włochy    | 09.10.1943     | 20    | 6    |
| Stefano Pellegrini  | Włochy    | ?              | 1     | 0    |
| Gianfranco Zigoni   | Włochy    | 25.01.1944     | 25    | 5    |